# Sachojere
Sachojere ist eine Ortschaft im Departamento Beni im Tiefland des südamerikanischen Anden-Staates Bolivien.
Sachojere ist der drittgrößte Ort des Kanton Sachojere im Municipio Loreto in der Provinz Marbán. Die Ortschaft liegt auf einer Höhe von 162 m sechs Kilometer nordöstlich des Río Ibare, der zwanzig Kilometer nordwestlich der Stadt Trinidad in den Río Mamoré mündet.

## Geographie
Sachojere liegt im bolivianischen Tiefland in der Moxos-Ebene, mit über 100.000 km² eines der größten Feuchtgebiete der Erde.
Vorherrschende Vegetationsform in der Region San Andrés ist die tropische Savanne.
Die Jahresdurchschnittstemperatur beträgt 26 °C (siehe Klimadiagramm Trinidad), wobei sich die monatlichen Durchschnittstemperaturen zwischen Juni/Juli mit gut 23 °C und Oktober/Dezember von knapp 28 °C nur wenig unterscheiden. Der Jahresniederschlag beträgt fast 2000 mm und liegt somit mehr als doppelt so hoch wie die Niederschläge in Mitteleuropa. Höchstwerten von etwa 300 mm in den Monaten Dezember bis Februar stehen Niedrigwerte von etwa 50 mm im Juli/August gegenüber.

## Verkehrsnetz
Sachojere liegt in einer Entfernung von 46 Straßenkilometern südöstlich von Trinidad, der Hauptstadt des Departamentos.
Von Sachojere führt eine unbefestigte Landstraße in nordöstlicher Richtung dreizehn Kilometer über die Ortschaften Miraflores und Somopae zur Nationalstraße Ruta 9, die das gesamte bolivianische Tiefland in Nord-Süd-Richtung durchquert, - von Guayaramerín im Nordosten des Landes nach Trinidad und vorbei an Miraflores zur Tiefland-Metropole Santa Cruz und weiter nach Yacuiba an der argentinischen Grenze.

## Bevölkerung
Die Einwohnerzahl der Ortschaft ist in den vergangenen beiden Jahrzehnten auf nur die Hälfte zurückgegangen:
| Jahr | Einwohner | Quelle       |
| ---- | --------- | ------------ |
| 1992 | 278       | Volkszählung |
| 2001 | 249       | Volkszählung |
| 2012 | 147       | Volkszählung |
| 2024 |           | Volkszählung |